# 水金莲花
水金莲花（学名：Nymphoides aurantiacum），为龙胆科莕菜属下的一个植物种。